# Obús 105/26 Reinosa
El obús 105/26 Reinosa es una denominación genérica de una serie de obuses de 105 mm fabricados por La Naval en Reinosa a partir de 1943 y que continuaron en servicio con el Ejército de Tierra español por varias décadas.

## Modelo 1943
El diseño original del obús fabricado en Reinosa era muy parecido al del obús alemán leFH 18, del que una batería había participado en la guerra civil española del lado del bando sublevado. Los obuses fabricados en Reinosa a partir de 1943 tenían un configuración parecida al leFH 18, con un recuperador sobre el tubo, un freno en el trineo bajo el tubo y un cierre de cuña horizontal, pero la cuna era más corta que la del leFH 18 en su parte posterior y algunos detalles del freno, el recuperador, el mantelete y otros elementos eran distintos.

## Modelo 1948
El modelo 1948 era similar al 1943, pero contaba con llantas metálicas y neumáticos.

## Modelos 1950, 1953, 1958 y 1958-R
En estos modelos, entre otros cambios, el recuperador pasa a integrarse con el freno bajo el tubo y se añade un freno de boca. La balística de cada uno de estos modelos era distinta a la de los otros modelos.

## Usuarios
El Ejército de Tierra de España usó el 105/26 Reinosa como material estándar en sus brigadas de infantería hasta que fueron reemplazados por el cañón ligero L118. Los obuses 105/26 Reinosa se emplearon durante la Guerra de Ifni. En 1960 el Ejército español contaba con 276 piezas del tipo R.43 y con 264 del tipo R.50. En 2016 todavía se utilizaban maquetas monitorizadas del 105/26 para entrenamiento en la Academia de Artillería. La República Dominicana adquirió doce piezas que en 2016 todavía continuaban en servicio.
|                                                         |
| Un obús 105/26 modelo 1948 Reinosa expuesto en Reinosa. |

|                                                                                         |
| Un obús 105/26 modelo 1950 Reinosa expuesto en el Museo Histórico Militar de Cartagena. |

|                                                                             |
| Un obús 105/26 modelo 1958 Reinosa expuesto en el RAAA n.º 94 en Las Palmas |

| |
| Detalle de los proyectiles del Obús 105/26 en el cuartel de Los Castillejos de Tarragona en el verano de 1964 |